# Bretten (Haut-Rhin)
Pour les articles homonymes, voir Bretten.
Bretten [bʁɛtən]  est une commune de la couronne périurbaine de Mulhouse située dans la circonscription administrative du Haut-Rhin et, depuis le 1er janvier 2021, dans le territoire de la Collectivité européenne d'Alsace, en région Grand Est. 
Cette commune se trouve dans la région historique et culturelle d'Alsace.

## Géographie

### Hydrographie

#### Réseau hydrographique
La commune est dans le bassin versant du Rhin au sein du bassin Rhin-Meuse. Elle est drainée par le Traubach et le ruisseau Steimbach,,.

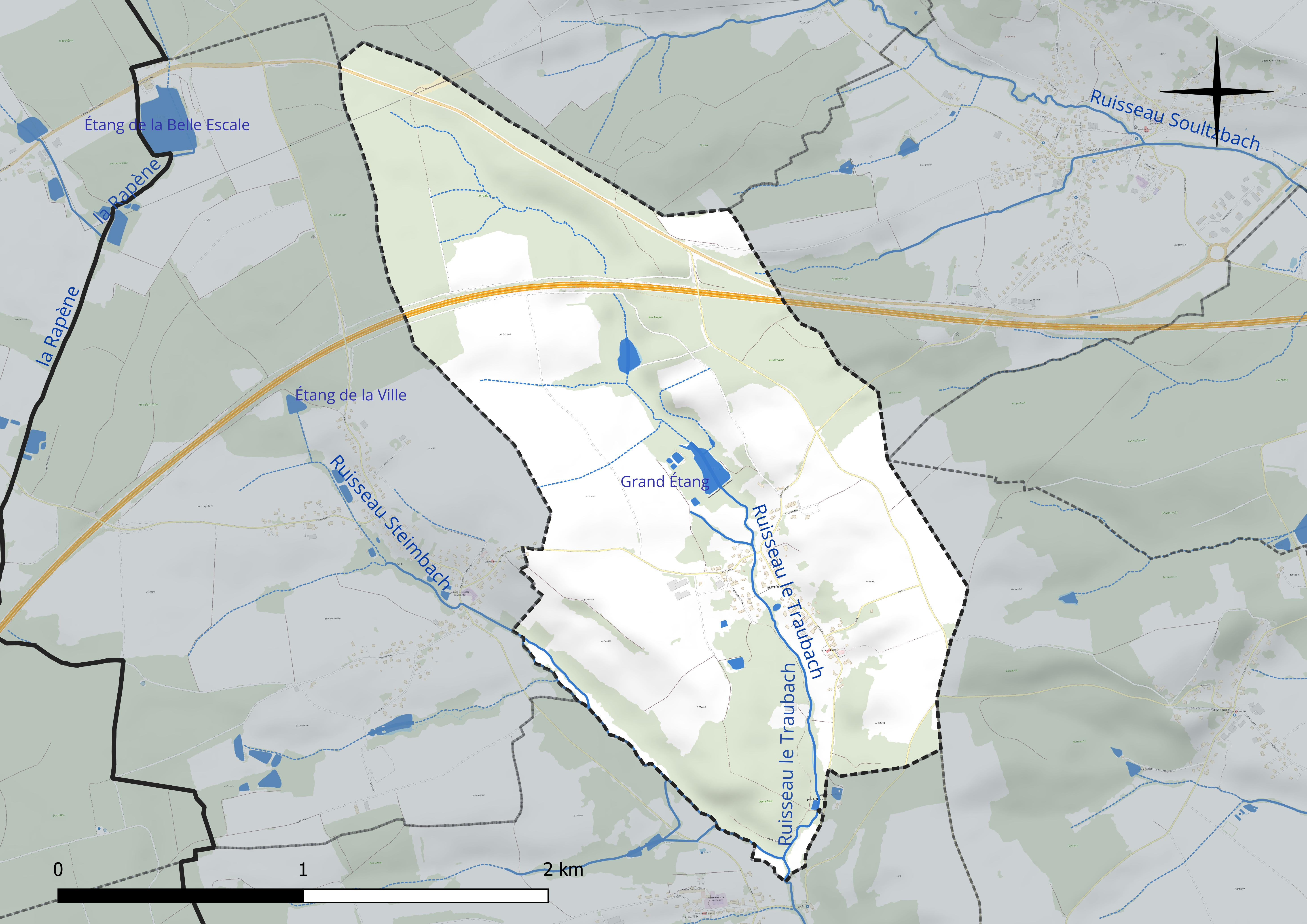
Réseau hydrographique de Bretten.

Un plan d'eau complète le réseau hydrographique : le Grand étang (1,6 ha),.

#### Gestion et qualité des eaux
Le territoire communal est couvert par le schéma d'aménagement et de gestion des eaux (SAGE) « Largue ». Ce document de planification concerne le bassin versant de la Largue et une zone située à l'ouest du périmètre (la région de Montreux). Ce territoire s'étend sur 385 km2. Le périmètre a été arrêté le 4 mars 1996 et le SAGE proprement dit a été approuvé le 24 septembre 1999 puis révisé le 17 mai 2016. La structure porteuse de l'élaboration et de la mise en œuvre est le Syndicat mixte pour l'aménagement et la renaturation du bassin versant de la Largue et du secteur de Montreux, qui a évolué en Epage le 1er janvier 2018, sous le nom de Epage Largue. 
La qualité des cours d’eau peut être consultée sur un site dédié géré par les agences de l’eau et l’Agence française pour la biodiversité. 

### Climat
Pour des articles plus généraux, voir Climat du Grand Est et Climat du Haut-Rhin.
En 2010, le climat de la commune est de type climat des marges montargnardes, selon une étude du Centre national de la recherche scientifique s'appuyant sur une série de données couvrant la période 1971-2000. En 2020, Météo-France publie une typologie des climats de la France métropolitaine dans laquelle la commune est exposée à un climat semi-continental et est dans la région climatique  Vosges, caractérisée par une pluviométrie très élevée (1 500 à 2 000 mm/an) en toutes saisons et un hiver rude (moins de 1 °C). 
Pour la période 1971-2000, la température annuelle moyenne est de 9,8 °C, avec une amplitude thermique annuelle de 17,4 °C. Le cumul annuel moyen de précipitations est de 792 mm, avec 10,1 jours de précipitations en janvier et 10,3 jours en juillet. Pour la période 1991-2020, la température moyenne annuelle observée sur la station météorologique de Météo-France la plus proche, « Felon_sapc », sur la commune de Felon à 7 km à vol d'oiseau, est de 10,3 °C et le cumul annuel moyen de précipitations est de 1 056,1 mm. 
La température maximale relevée sur cette station est de 38 °C, atteinte le 7 août 2015 ; la température minimale est de −19,3 °C, atteinte le 20 décembre 2009,,. 
Les paramètres climatiques de la commune ont été estimés pour le milieu du siècle (2041-2070) selon différents scénarios d'émission de gaz à effet de serre à partir des nouvelles projections climatiques de référence DRIAS-2020. Ils sont consultables sur un site dédié publié par Météo-France en novembre 2022.

## Urbanisme

### Typologie
Au 1er janvier 2024, Bretten est catégorisée commune rurale à habitat dispersé, selon la nouvelle grille communale de densité à sept niveaux définie par l'Insee en 2022.
Elle est située hors unité urbaine. Par ailleurs la commune fait partie de l'aire d'attraction de Mulhouse, dont elle est une commune de la couronne,. Cette aire, qui regroupe 132 communes, est catégorisée dans les aires de 200 000 à moins de 700 000 habitants,.

## Histoire
Bretten appartenait à la Comté de Ferette (Grafschaft Pfirt) jusqu' en 1324. Par le mariage de Jeanne de Ferette avec le duc d' Autriche Albrecht II tout le Sundgau est passé aux mains de Habsbourg. Bretten devint ainsi un village de l' Autriche antérieure. En 1648 lors des traités de Westphalie, Habsbourg a dû céder toutes ses possessions en Alsace à la couronne française. Après la paix de Francfort en 1871, Bretten a fait partie du Reichsland Elsass-Lothringen jusqu'en 1918. Lors de l'annexion par l' Allemagne les villages de Bretten, Éteimbes et Saint-Cosme furent détachés de la France et échangés contre des terres sises près de Rougemont-le-Château. 
À l'époque des Habsbourg Bretten était le chef-lieu du Welsches Meierthum (=mairie française) qui regroupait plusieurs villages francophones. Au 19e siècle, le grand étang de Bretten assurait pendant toute l'année l'alimentation des moulins de Bretten, Bellemagny et Bréchaumont. 

## Politique et administration

### Découpage territorial
La commune de Bretten est membre de la communauté de communes Sud Alsace Largue, un établissement public de coopération intercommunale (EPCI) à fiscalité propre créé le 15 juin 2016 dont le siège est à Dannemarie. Ce dernier est par ailleurs membre d'autres groupements intercommunaux.
Sur le plan administratif, elle est rattachée à l'arrondissement d'Altkirch, à la circonscription administrative de l'État du Haut-Rhin, en tant que circonscription administrative de l'État, et à la région Grand Est. 
Sur le plan électoral, elle dépendait jusqu'en 2020 du  canton de Masevaux-Niederbruck pour l'élection des conseillers départementaux au sein du conseil départemental du Haut-Rhin. Depuis le 1er janvier 2021, elle dépend du même canton pour l'élection des conseillers d'Alsace au sein de la collectivité européenne d'Alsace.

### Lieux et monuments

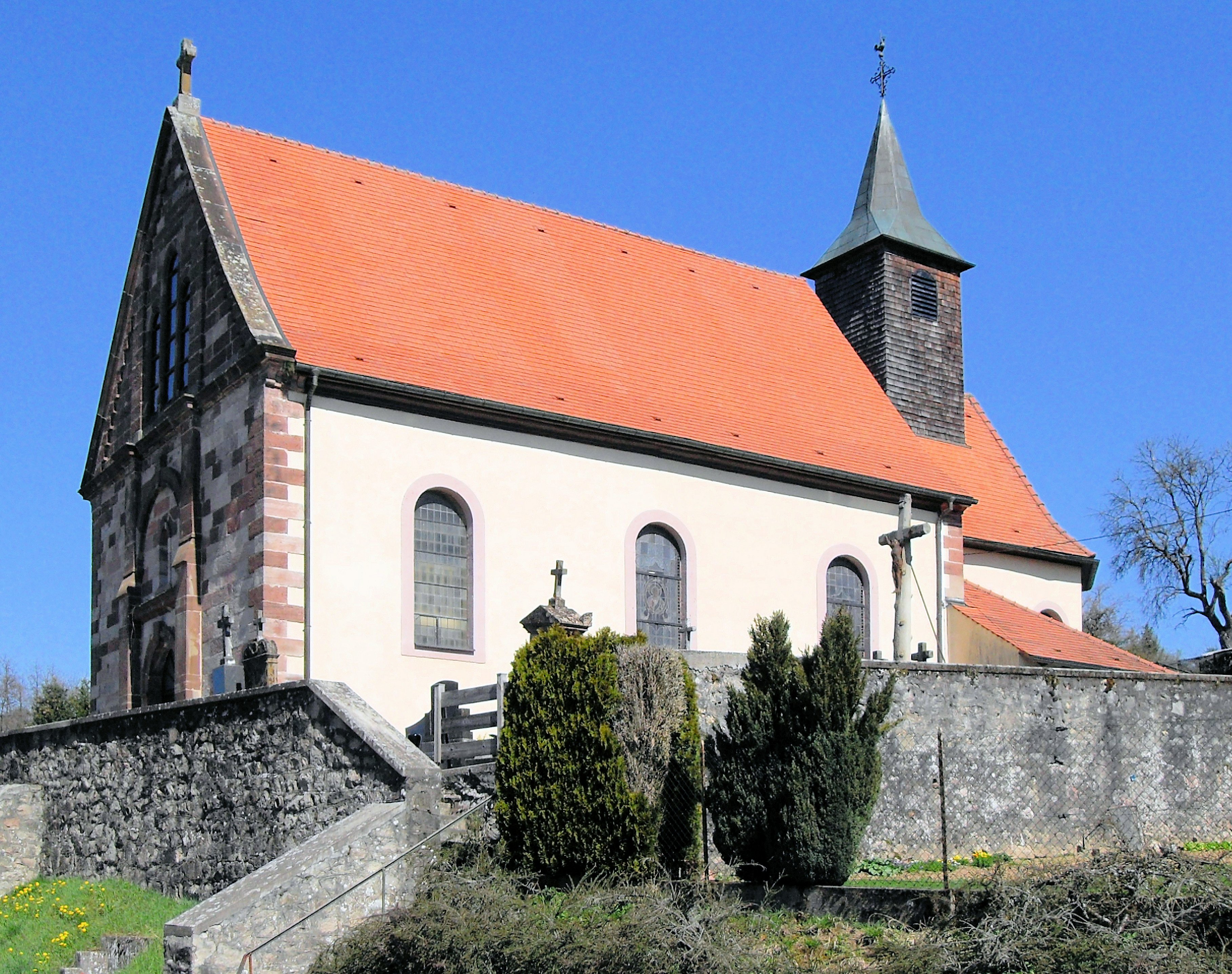
L'église Saint-Remy.

### Chronologie des maires
| Période                                  | Période  | Identité          | Étiquette | Qualité  |
| ---------------------------------------- | -------- | ----------------- | --------- | -------- |
| mars 2001                                | 2008     | Christophe Poulet |           |          |
| mars 2008                                | mai 2020 | Pascal Pfantzer   |           | Tourneur |
| mai 2020                                 | En cours | Michel Gless      |           |          |
| Les données manquantes sont à compléter. |          |                   |           |          |

## Population et société

### Démographie
L'évolution du nombre d'habitants est connue à travers les recensements de la population effectués dans la commune depuis 1793. Pour les communes de moins de 10 000 habitants, une enquête de recensement portant sur toute la population est réalisée tous les cinq ans, les populations de référence des années intermédiaires étant quant à elles estimées par interpolation ou extrapolation. Pour la commune, le premier recensement exhaustif entrant dans le cadre du nouveau dispositif a été réalisé en 2005.

En 2022, la commune comptait 185 habitants, en évolution de +3,93 % par rapport à 2016 (Haut-Rhin : +0,66 %, France hors Mayotte : +2,11 %).
| 1793 | 1800 | 1806 | 1821 | 1831 | 1836 | 1841 | 1846 | 1851 |
| ---- | ---- | ---- | ---- | ---- | ---- | ---- | ---- | ---- |
| 295  | 348  | 352  | 362  | 388  | 360  | 370  | 331  | 322  |

| 1856 | 1861 | 1866 | 1871 | 1875 | 1880 | 1885 | 1890 | 1895 |
| ---- | ---- | ---- | ---- | ---- | ---- | ---- | ---- | ---- |
| 272  | 255  | 220  | 238  | 243  | 235  | 180  | 172  | 168  |

| 1900 | 1905 | 1910 | 1921 | 1926 | 1931 | 1936 | 1946 | 1954 |
| ---- | ---- | ---- | ---- | ---- | ---- | ---- | ---- | ---- |
| 165  | 153  | 156  | 123  | 134  | 118  | 106  | 87   | 79   |

| 1962 | 1968 | 1975 | 1982 | 1990 | 1999 | 2005 | 2006 | 2010 |
| ---- | ---- | ---- | ---- | ---- | ---- | ---- | ---- | ---- |
| 88   | 75   | 81   | 63   | 97   | 105  | 131  | 156  | 169  |

| 2015 | 2020 | 2022 | - | - | - | - | - | - |
| ---- | ---- | ---- | - | - | - | - | - | - |
| 175  | 186  | 185  | - | - | - | - | - | - |

## Culture locale et patrimoine

### Héraldique
| Blason de Bretten | Les armes de Bretten se blasonnent ainsi : « D'azur à la brette d'argent garnie d'or posée en pal, la pointe haute accostée de deux fers à cheval d'or. » |